# 若木村
若木村（わかぎむら）は、佐賀県杵島郡にあった村。現在の武雄市の一部にあたる。

## 地理
- 河川：川古川[3]、御所川[4]
- 山岳：八幡岳[3]、眉山[4]

## 歴史
- 1889年（明治22年）4月1日、町村制の施行により、杵島郡川古村、本部村が合併して村制施行し、若木村が発足[1][2]。旧村名を継承した川古、本部の2大字を編成[2]。
- 1949年（昭和24年）若木公民館開設[2]
- 1954年（昭和29年）4月1日、杵島郡武雄町、朝日村、武内村、橘村、東川登村、西川登村、若木村と合併し、市制施行し武雄市を新設して廃止された[1][2]。合併後、武雄市大字川古・本部となる[2]。

## 産業
- 農業
- 産物：和紙[2]

## 教育
- 1874年（明治7年）川古小学校開校[3]。1892年（明治25年）尋常広成小学校を若木尋常小学校に改称[2]。1899年（明治32年）高等科を併置し若木尋常高等小学校となる[2]。1941年（昭和16年）若木村国民学校に改称[2]。1947年（昭和22年）若木小学校に改称[2]。（現武雄市立若木小学校）
- 1947年（昭和22年）若木中学校開校[2]。（統合して現武雄市立武雄北中学校）

## 名所・旧跡
- 川古のクス（国指定天然記念物、1924年指定）[3]